# アリソン・コート
アリソン・コート（Alyson Court、1973年11月9日 - ）は、カナダの女優、声優。
彼女はバイオハザードシリーズにおけるクレア・レッドフィールドのオリジナル声優であり、バイオハザード2（1998）からバイオハザード オペレーション・ラクーンシティ（2012）まで出演した。

## 出演作品

### テレビアニメ
- イウォーク物語 (1985年-1987年)
- シルバーサーファー (1998年)
- スパイダーマン (1994年)
- パワーパフガールズ (1998年-2000年)
- 爆丸バトルブローラーズ シリーズ
- グロジバンド (Grojband) (2013年-2015年)
- ガジェット警部の事件簿 (2015年-2018年)

### ゲーム
- マーヴル VS. カプコン クラッシュ オブ スーパーヒーローズ - ジュビリー
- バイオハザードシリーズ (1998年-2012年)
  - バイオハザード2
  - バイオハザード CODE:Veronica
  - バイオハザード アウトブレイク
  - バイオハザード アウトブレイク ファイル2
  - バイオハザード ダークサイド・クロニクルズ
  - バイオハザード オペレーション・ラクーンシティ